# 硝酸铁
硝酸铁、硝酸铁(III)是铁(III)的硝酸盐，化学式为Fe(NO3)3·9H2O，相对分子质量为403.99。它是无色至暗紫色的潮解性晶体，可通过铁或氧化铁与硝酸反应制备。
硝酸铁催化钠的液氨溶液反应生成氨基钠：
2NH3  +  2Na  →  2NaNH2  + H2
与硝酸铜类似，承载到粘土上的硝酸铁是有机合成中有用的氧化剂，可氧化醇为醛，硫醇至二硫化物。
宝石商和金属工用硝酸铁来安全蚀刻银及银合金材料。